# Augustin Nalješković
Augustin Nalješković O.P. (tal. Agostino de Nabe, Nalius, de Nale, Nale; Dubrovnik, oko 1468. – Župa dubrovačka, 20. svibnja 1527.) bio je prelat Katoličke Crkve koji je služio kao biskup trebinjsko-mrkanski od 1514. do 1527.

## Životopis
Rodom je iz stare dubrovačke pučke trgovačke obitelji. Rodio se oko 1468. godine kao najstariji sin Ivana i Maruše Samirović Nikoline. Sa školskim kolegom, 1481., vjerojatno radni učenja jezika, bio je poslan u Napulj. Dana 8. srpnja 1487. kao student teologije doznačen je u Bologni gdje je ostao do kraja studija. Dana 8. srpnja 1492. spominje pod naslovom „učitelj studenata” (magister studentium) 2. i 3. godine teologije, kada je još jednom bio doznačen u Napulj. Nakon svršetka dodiplomskog studija, vraća se u Dubrovnik. Tamo je od 1494. do 1498. vršio službu samostanskog priora. Dana 5. svibnja 1499. bio je ponovo doznačen u Napulj da nastavi doktorandsku godinu studija koja je prethodila polaganju doktorata. Ipak, 26. lipnja 1499. vrhovni poglavar reda mijenja tu odluku te ga šalje u Bolognu da tamo obavi doktorandsku godinu. Dana 29. svibnja 1500. kao bakalaureus teologije dobio je odobrenje od vrhovnog poglavara reda, Joakima Torrianija, da može slobodno izabrati bilo koje sveučilište za polaganje svojega doktorata. Nalješković je odabrao Padovu gdje je i doktorirao 19. lipnja 1500. godine. Nakon toga je ostao predavati na sveučilištu te je po doktoratu dobio mjesto profesora na generalnom učilištu svoga reda u Veneciji.
Godine 1507. bio je izabran za rektora te je ostao na tom položaju do 1513. godine. Vrhovni poglavar reda Toma Kajetan je iznimno cijenio te mu je u više navrata povjeravao odgovorne službe. Nakon što je nekoliko kardinala uz pomoć francuskoga kralja Ljudevita XII. u Pisi sazvala nelegalni crkveni koncil, gdje su htjeli svrgnuti papu Julija II., bojeći se novog crkvenog raskola, papini saveznici su ustali u njegovu obranu. Toma Kajetan je zadužio tri najsposobnija teologa i pravnika svoga reda (A. Nalješkovića, Matea de Lulmo i Bartolomea Rondanina) da se zauzmu protiv održavanja nedopuštenog koncila. Svojim djelovanjem uspjeli su zaustaviti namjere pobunjenih kardinala i političara.
Dana 5. svibnja 1513. generalna skupština dominikanskog reda, održana u Genovi, imenovala je Nalješkovića rektorom generalnog studija u Napulju. Nakon što je, 21. studenog 1513., u Dubrovniku preminuo trebinjsko-mrkanski biskup Juraj Krusić, vlada Dubrovačke Republike je istog dana raspravljala o njegovu nasljedniku. Nakon što je odabir pao na Augustina Nalješkovića, o tome je bio pitan Marin Nalješković, njegov mlađi brat, koji je, ne pitajući Augustina, dao javnom bilježniku jamstvo za njegov pristanak. Ipak, Nalješkovićevom imenovanju se usprotivio poglavar dominikanskog reda Toma Kajetan koji je smatrao da bi tako njegov red izgubio jednoga od svojih najvrjednijih članova. Tako je pokušao uvjeriti i samog Nalješkovića da odbije imenovanje te nastavi profesorsku karijeru. Budući da su trebinjsko-mrkanski biskupi tada imali prihod od 60 srebrnih škuda, Kajetan mu je, kako bi ga zadrži u redu, ponudio 100 škuda i mazgu, ali nije u tome uspio jer Nalješković nije mogao pogaziti riječ koju je njegov brat dao u njegovo ime dubrovačkoj vladi.
Papa Lav X. prihvatio je 6. ožujka 1514. i potvrdio njegov izbor te istoga dana posebnim pismom o tome obavijestio narod i kler Trebinjsko-mrkanske biskupije. Nakon što je potvrđen za biskupa, vlada Republike, 13. lipnja 1514., svotom od 50 perpera odlučuje popraviti njegovu kuću gdje je trebao odsjedati. Sudjelovao je, 5. svibnja 1514., na devetom zasjedanju Petom lateranskom saboru. U Dubrovniku je takpđer vršio dužnost zamjenika dubrvačkog nadbiskupa te apostolskoga povjerenika benediktinskih samostana na dubrovačkom području.
Kako je Trebinjska biskupija bila pod Turcima, od pape Lava X. dobio je dopuštenje da njome može upravljati iz Dubrovnika. Godine 1515. isposlovao je dopuštenje dubrovačke vlade da svojim novcem može sagraditi stan iznad Solnice uz crkvu sv. Nikole. Umro je 20. svibnja 1527. godine dok se vraćao u grad iz Župe dubrovačke gdje se sklonio od epidemije kuge u gradu. Pokopan je u grobu nadbiskupa Andrije iz Drača u crkvi sv. Dominika u Dubrovniku.
Nalješković je priredio za tisak ili napisao nekoliko djela. Dok je predavao u Veneciji, izdao je djelo „Prima pars Summae Theologicae S. Thomae de Aquino” (1509.). Napisao je i sljedeća djela: „Adnotationes in divi Thomae Summam theologicam”; „Opusculum de authoritate Summi pontificis” i „Apologia contra Pisanum conciliabulum”. Priredio je također za izdanje komentare na Sumu sv. Tome Akvinskoga kardinala Tome Kajetana, tiskane 1508. u Veneciji. Za nju je napisao recenziju i predgovor. Mnoge od njegovih bilježaka preuzeo je Klement Ranjina u svojim djelima.

### Knjige
- Krasić, Stjepan. 2023. Dubrovački dominikanci i Trebinjsko-mrkanska biskupija.   Puljić, Ivica; Marić, Marinko (ur.). Trebinjsko-mrkanska biskupija: Zbornik radova povodom obilježavanja 1000. obljetnice prvoga pisanog spomena Trebinjske biskupije i 700. obljetnice prvoga pisanog spomena Mrkanske biskupije. Trebinjsko-mrkanska biskupija. Mostar. str. 437–469
- Perić, Ratko. 2020. Kronotaksa trebinjsko-mrkanskih biskupa s nekim prijepornim pitanjima.   Krešić, Milenko (ur.). Trebinjsko-mrkanska biskupija za vrijeme posljednjeg biskupa ordinarija Nikole Ferića (1792.-1819.) i nakon njega. Teološko-katehetski institut u Mostaru. Mostar. str. 9–33

### Mrežna sjedišta
- Bishop Agostino de Nabe, O.P. †. catholic-hierarchy.org (engleski). Pristupljeno 21. rujna 2022.
- Nalješković, Augustin. www.enciklopedija.hr. Pristupljeno 21. rujna 2022.

| Titule u Katoličkoj Crkvi | Titule u Katoličkoj Crkvi              | Titule u Katoličkoj Crkvi |
| ------------------------- | -------------------------------------- | ------------------------- |
| prethodnik Đuro Kružić    | Biskup trebinjsko-mrkanski 1514.–1527. | nasljednik Frane Pucić    |